# Deutscher Fernsehpreis/Beste Drama-Serie
Die Auszeichnung mit dem Deutschen Fernsehpreis in der Kategorie Beste Drama-Serie findet seit seiner Einführung 2018 statt. In dieser Kategorie werden Fernsehserien des Genres Drama geehrt.

## Geschichte
Fernsehserien des Genres Drama wurden von 1999 bis 2017 mit dem Deutschen Fernsehpreis in der Kategorie Beste Serie geehrt. In dieser Kategorie wurden Fernsehserien, gleichgültig welcher Genre sie angehörten, ausgezeichnet. Aufgrund der großen Beliebtheit an deutschen Fernsehserien weltweit sowie der hohen qualitativen Entwicklung von Serienproduktionen in Deutschland wurde die Fernsehserien-Kategorie Beste Serie 2018 in Beste Drama-Serie und Beste Comedy-Serie aufgeteilt. Im Zuge dessen werden Dramaserien seit 2018 in dieser Kategorie geehrt. Seit 2020 können sich Dramaserien von Streaming-Plattformen deutschen Ursprungs oder mit maßgeblicher kreativer und wirtschaftlicher Mitwirkung deutscher Auftraggeber für die Kategorie qualifizieren. Zuvor waren nur Dramaserien aus dem klassischen, linearen Fernsehen erlaubt.
Der Preisträger wird in einer geheimen Abstimmung durch eine unabhängige Jury aus drei (2018, 2020: fünf) Nominierten ermittelt. Der erste Preisträger in der Kategorie ist ARDs, Skys und WDRs Babylon Berlin, der bei der Verleihung 2018 geehrt wurde. Der bisher letzte (2023) Preisträger ist Netflix’  Kleo.

## Statistik
Die folgende Tabelle ist eine Aufzählung von Rekorden der häufigsten Nominierten und Preisträger in der Kategorie Beste Drama-Serie. Die Preisträger und Nominierten in den anderen Fernsehserien-Kategorien werden hier nicht mitgezählt.
| Statistik                          | Serie          | Anzahl | Jahr        |
| ---------------------------------- | -------------- | ------ | ----------- |
| Häufigste Nominierungen (* = Sieg) | 4 Blocks       | 2      | 2018, 2019  |
| Häufigste Nominierungen (* = Sieg) | Babylon Berlin | 2      | 2018*, 2020 |
| Häufigste Nominierungen (* = Sieg) | Bad Banks      | 2      | 2019*, 2020 |
| Häufigste Nominierungen (* = Sieg) | Der Pass       | 2      | 2020*, 2022 |
| Häufigste Nominierung ohne Sieg    | 4 Blocks       | 2      | 2018, 2019  |

## Preisträger und Nominierte
Die folgenden Tabellen, geordnet nach Jahren, listen alle Preisträger und Nominierte des Deutschen Fernsehpreises in der Kategorie Beste Drama-Serie auf.
| Jahr | Preisträger          | Sender      | Nominierung |
| ---- | -------------------- | ----------- | --- |
| 2018 | Babylon Berlin       | ARD/Sky/WDR | 4 Blocks (TNT Serie) Charité (ARD/MDR) Das Verschwinden (ARD/BR/NDR/SWR) Hindafing (BR)                        |
| 2019 | Bad Banks            | ZDF/arte    | 4 Blocks (TNT Serie) Das Boot (Sky)                                                                            |
| 2020 | Der Pass             | Sky         | Babylon Berlin (ARD/Sky/WDR) Bad Banks (ZDF/arte) Druck (funk/ZDFneo) MaPa (Joyn/rbb)                          |
| 2021 | Para – Wir sind King | TNT         | Unbroken (ZDFneo) Wir sind jetzt (RTL ZWEI/TVNOW)                                                              |
| 2022 | Faking Hitler        | RTL+        | Becoming Charlie (ZDF) Der Pass (Sky)                                                                          |
| 2023 | Kleo                 | Netflix     | Die Kaiserin (Netflix) Der Schatten (ZDFneo)                                                                   |
| 2024 | Die Zweiflers        | ARD/HR      | Deutsches Haus (Disney+) Liebes Kind (Netflix) Maxton Hall – Die Welt zwischen uns (Prime Video) Push (ZDFneo) |